# Hilding Edgar Nilsson
Hilding Edgar Ferdinand Nilsson, född 21 januari 1893 i Kristianstads församling, Kristianstads län, död 21 november 1939 i Falkenbergs församling, Hallands län  och begravd 26 november på Kristianstads östra begravningsplats, var en svensk friidrottare (stående höjdhopp och sprint). 
Han tävlade för klubbarna IFK Kristianstad och Falkenbergs GIK och vann SM i stående höjdhopp år 1922. Han var läroverksadjunkt till yrket.